# NGC 5574
NGC 5574 (другие обозначения — UGC 9181, MCG 1-37-6, ZWG 47.18, PGC 51270) — галактика в созвездии Дева.
Этот объект входит в число перечисленных в оригинальной редакции «Нового общего каталога».